# 中野町 (長野県)
中野町（なかのまち）は長野県下高井郡にあった町。現在の中野市中心部にあたる。

## 地理
- 山：箱山
- 河川：夜間瀬川

## 歴史
- 1889年（明治22年）4月1日 - 町村制の施行により、中野町・一本木村・西条村の区域をもって中野町が発足。
- 1954年（昭和29年）7月1日 - 日野村・延徳村・平野村・長丘村・平岡村・高丘村・科野村・倭村と合併して中野市が発足。同日中野町廃止。

## 町長
- 古田與一郎[1]
- 小林万次郎（3代）

## 交通

### 鉄道路線
- 長野電鉄
  - 河東線（現・長野線）
    - 信州中野駅

  - 山の内線（現・長野線）
    - 信州中野駅 - 中野松川駅